# Nueva Zelanda en los Juegos Olímpicos de Londres 2012
Nueva Zelanda estuvo representada en los Juegos Olímpicos de Londres 2012 por un total de 184 deportistas que compitieron en  deportes. Responsable del equipo olímpico fue el Comité Olímpico de Nueva Zelanda, así como las federaciones deportivas nacionales de cada deporte con participación.
El portador de la bandera en la ceremonia de apertura fue el atleta Nick Willis.

## Medallistas
El equipo olímpico de Nueva Zelanda obtuvo las siguientes medallas:
| Nombre | Deporte           | Competición                   |
| --- | ----------------- | ----------------------------- |
| Oro |                   |                               |
| Valerie Adams | Atletismo         | Peso F                        |
| Lisa Carrington | Piragüismo        | K1 200 m F                    |
| Nathan Cohen Joseph Sullivan | Remo              | Scull doble (M2x) M           |
| Eric Murray Hamish Bond | Remo              | Dos sin timonel (M2-) M       |
| Mahé Drysdale | Remo              | Scull Individual (M1x) M      |
| Jo Aleh Olivia Powrie | Vela              | 470 F                         |
| Plata |                   |                               |
| Sarah Walker | Ciclismo BMX      | Individual F                  |
| Peter Burling Blair Tuke | Vela              | 49er M                        |
| Bronce |                   |                               |
| Simon van Velthooven | Ciclismo en pista | Keirin M                      |
| Sam Bewley Marc Ryan Jesse Sergent Aaron Gate                                                                                         | Ciclismo en pista | Persecución por equipos M     |
| Jonelle Richards (Flintstar) Caroline Powell (Lenamore) Jonathan Paget (Clifton Promise) Andrew Nicholson (Nereo) Mark Todd (Campino) | Hípica            | Concurso completo por equipos |
| Juliette Haigh Rebecca Scown | Remo              | Dos sin timonel (W2-) F       |
| Storm Uru Peter Taylor | Remo              | Doble scull ligero (LM2x) M   |